# Sport Lisboa e Benfica
Sport Lisboa e Benfica, pogovorno večkrat kar Benfica, je nogometni klub na Portugalskem, za katerega je igral tudi bivši slovenski reprezentant Zlatko Zahovič, član Benfice pa je bil do prestopa v Atletico Madrid prav tako slovenski vratar Jan Oblak. Benfica je eden izmed najboljših portugalskih klubov. Tekme igra na stadionu Estádio da Luz (kapaciteta:65.647) kjer sta se igrala tudi finale Evropskega prvenstva 2004 in finale Lige prvakov 2014. Je eden izmed dveh klubov v Lizboni in tudi klub z največ navijači na Portugalskem. Simbol kluba je Orel. Največji tekmec in mestni rival je Sporting Lisbon ampak je pravi »derbi« na Portugalskem SL Benfica-FC Porto. Sezono 07/08 je Benfica zaključila na 3. mestu.

## Uspehi
- Primeira Liga:

PRVAKI (38x): 1936, 1937, 1938, 1942, 1943, 1945, 1950, 1955, 1957, 1960, 1961, 1963, 1964, 1965, 1967, 1968, 1969, 1971, 1972, 1973, 1975, 1976, 1977, 1981, 1983, 1984, 1987, 1989, 1991, 1994, 2005, 2010, 2014, 2015, 2016, 2017, 2019, 2023
PODPRVAKI (28x): 1944, 1946, 1947, 1948, 1949, 1952, 1953, 1956, 1959, 1966, 1970, 1974, 1978, 1979, 1982, 1986, 1988, 1990, 1992, 1993, 1996, 1998, 2003, 2004, 2011, 2012, 2013, 2020
- pokal:

PRVAKI (26x): 1940, 1943, 1944, 1949, 1951, 1952, 1953, 1955, 1957, 1959, 1962, 1964, 1969, 1970, 1972, 1980, 1981, 1983, 1985, 1986, 1987, 1993, 1996, 2004, 2014, 2017
FINALISTI (11x): 1939, 1958, 1965, 1971, 1974, 1975, 1989, 1997, 2005, 2013, 2020, 2021

## Uvrstitve
| Sezona    | Div. | Liga          | Mesto | Sklic  | Opombe |
| --------- | ---- | ------------- | ----- | ------ | ------ |
| 2010/2011 | 1.   | Primeira Liga | 2.    | [ 1 ]  |        |
| 2011/2012 | 1.   | Primeira Liga | 2.    | [ 2 ]  |        |
| 2012/2013 | 1.   | Primeira Liga | 2.    | [ 3 ]  |        |
| 2013/2014 | 1.   | Primeira Liga | 1.    | [ 4 ]  |        |
| 2014/2015 | 1.   | Primeira Liga | 1.    | [ 5 ]  |        |
| 2015/2016 | 1.   | Primeira Liga | 1.    | [ 6 ]  |        |
| 2016/2017 | 1.   | Primeira Liga | 1.    | [ 7 ]  |        |
| 2017/2018 | 1.   | Primeira Liga | 2.    | [ 8 ]  |        |
| 2018/2019 | 1.   | Primeira Liga | 1.    | [ 9 ]  |        |
| 2019/2020 | 1.   | Primeira Liga | 2.    | [ 10 ] |        |
| 2020/2021 | 1.   | Primeira Liga | 3.    | [ 11 ] |        |
| 2021/2022 | 1.   | Primeira Liga | 3.    | [ 12 ] |        |
| 2022/2023 | 1.   | Primeira Liga | 1.    | [ 13 ] |        |
| 2023/2024 | 1.   | Primeira Liga | 2.    | [ 14 ] |        |

## Moštvo sezone  2023
Podatki z dne 18. marca 2023.

## Znameniti igralci
- Edgaras Jankauskas
- Nicolás Otamendi